# Augener & Co
Augener & Co var ett musikförlag i London, grundat 1853 av Georg Augener (död 1915).
Man specialiserade sig särskilt på billiga musiktryck, från 1867 utgav man Augeners edition och utgav 1871-1960 The Monthly Musical Record.